# Армиља
Армиља (шп. Armilla) град је у Шпанији у аутономној заједници Андалузија у покрајини Гранада. Према процени из 2017. у граду је живело 23 901 становника.

## Становништво
Према процени, у граду је 2017. живело 23 901 становника.
| 2017.  |
| ------ |
| 23.901 |

## Партнерски градови
- Илио